# Àrctid del seneci
L'àrctid del seneci (Tyria jacobaeae) és una espècie de lepidòpter ditrisi de la subfamília Arctiinae i la família Erebidae de colors brillants.

## Distribució
Es troba a Europa i en l'Àsia occidental i central. Ha estat introduïda a Nova Zelanda, Austràlia i Amèrica del Nord per controlar els senecis verinosos, dels quals s'alimenten les seves larves.

## Característiques
Tenen una envergadura de 32 a 42 mm; les ales són predominantment negres amb taques d'un color vermell similar al del cinabri, d'on deriva el seu nom vulgar en anglès ("cinnabar moth").

## Història natural
Tenen activitat diürna. Igual que altres papallones de colors brillants, són verinoses (aposematisme). Les erugues s'alimenten gairebé exclusivament de Senecio jacobaea.

## Galeria

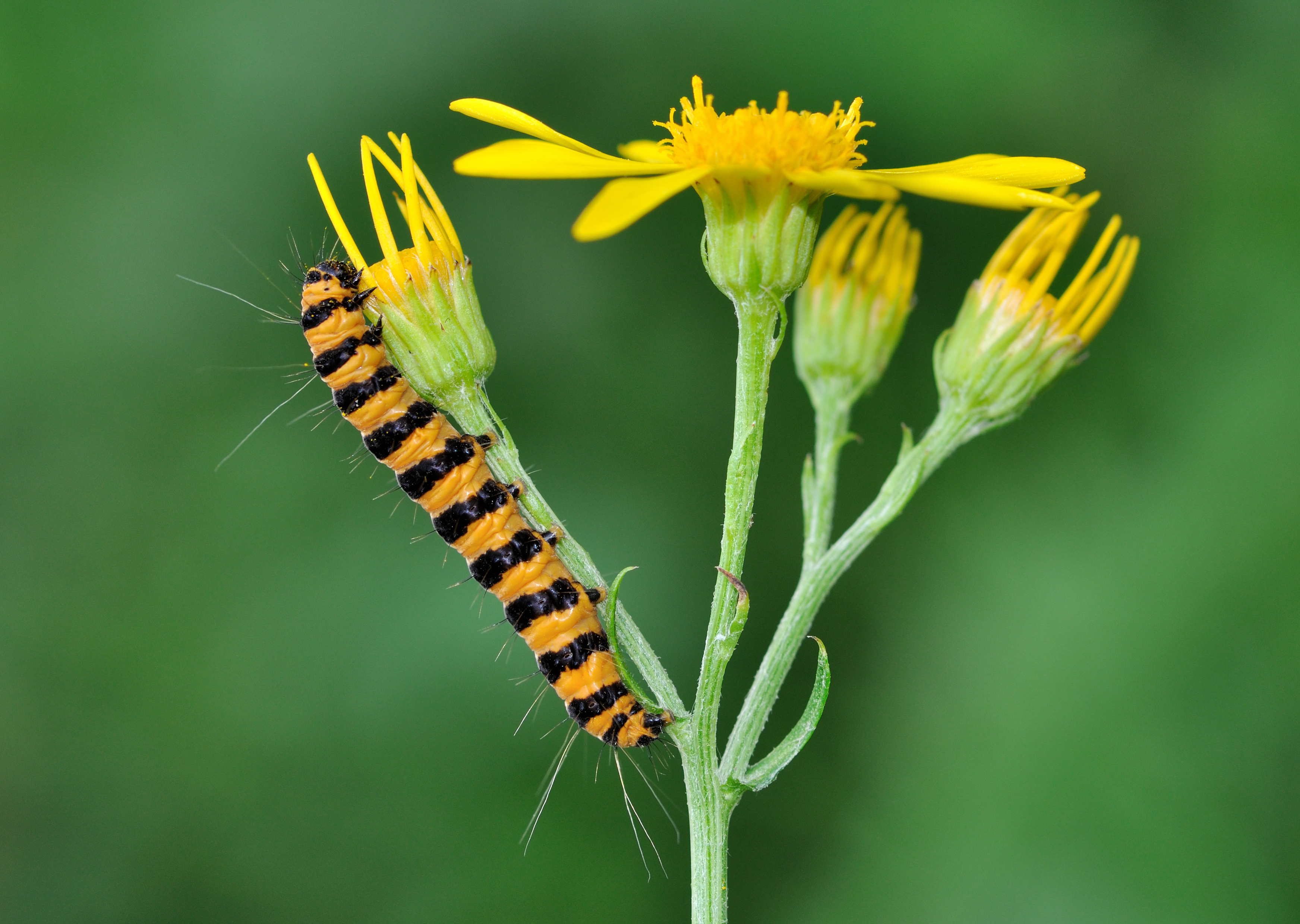
Larva
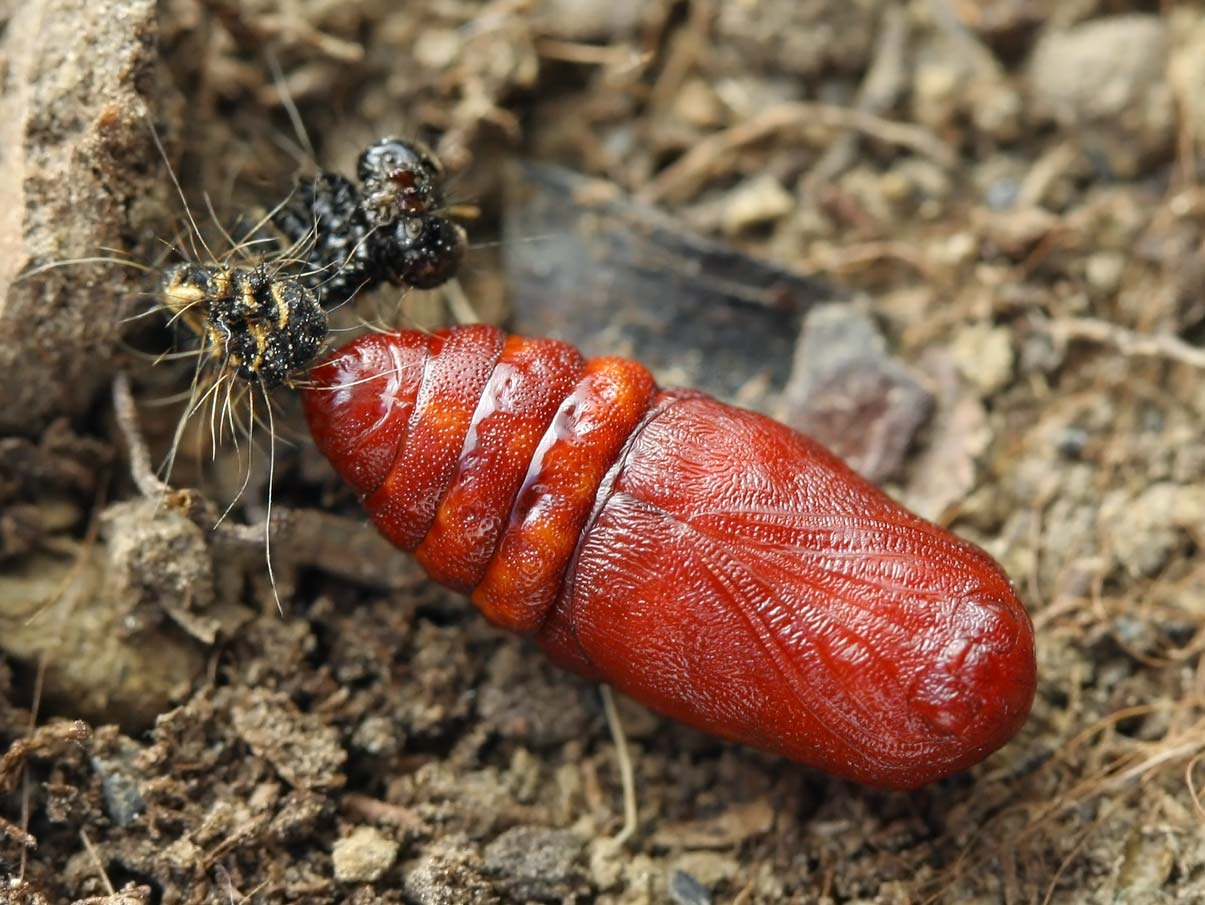
Pupa
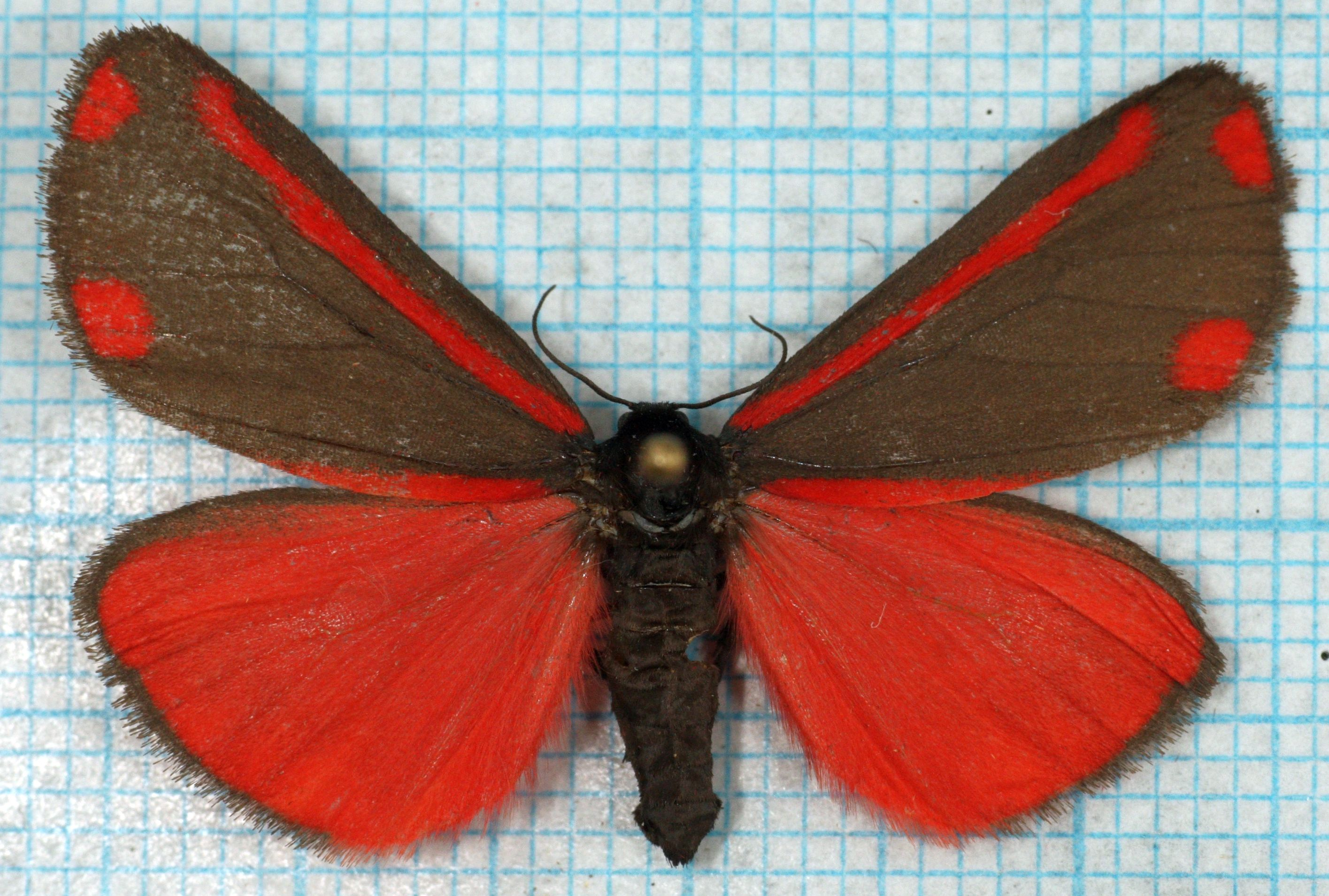
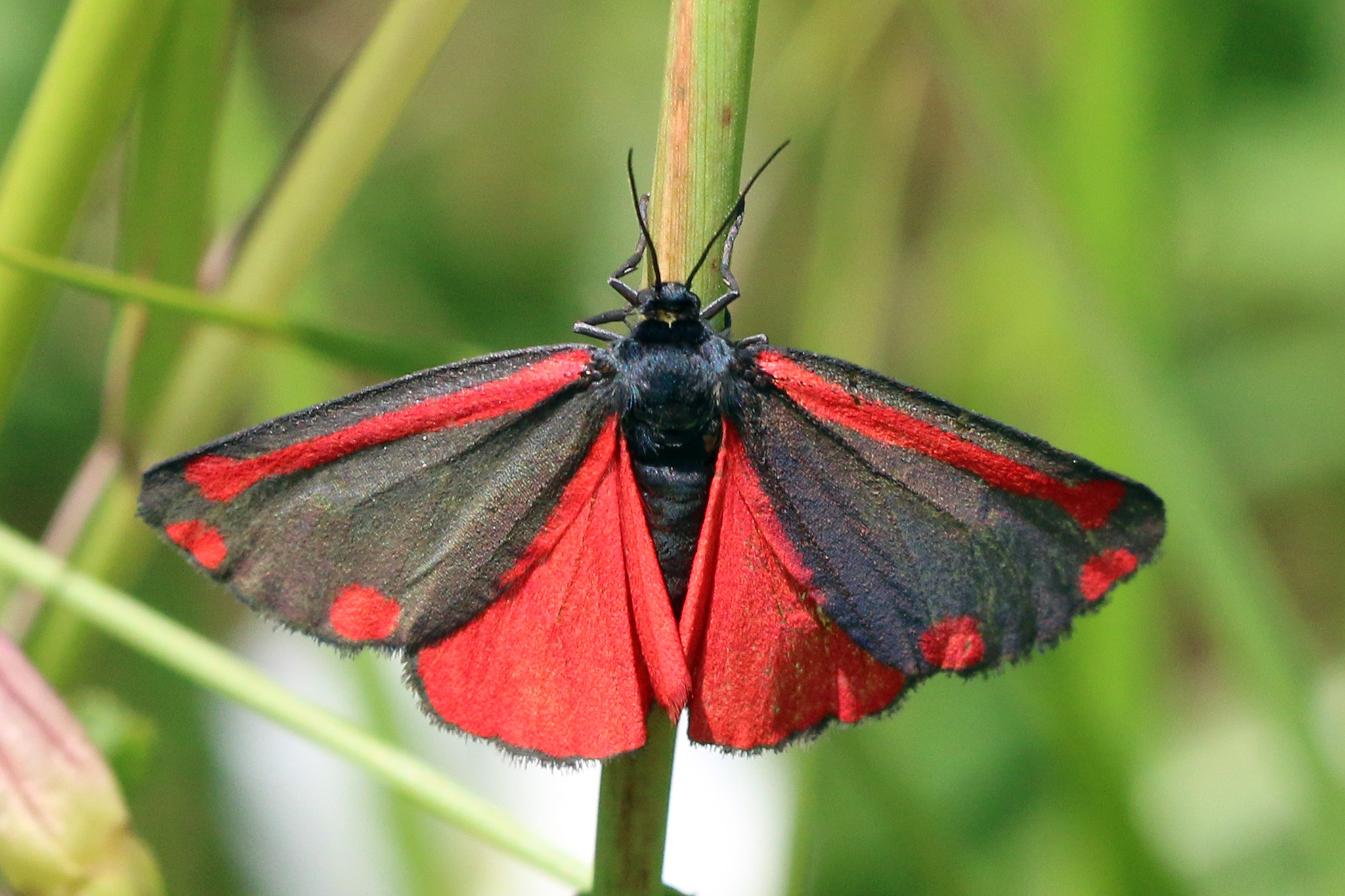
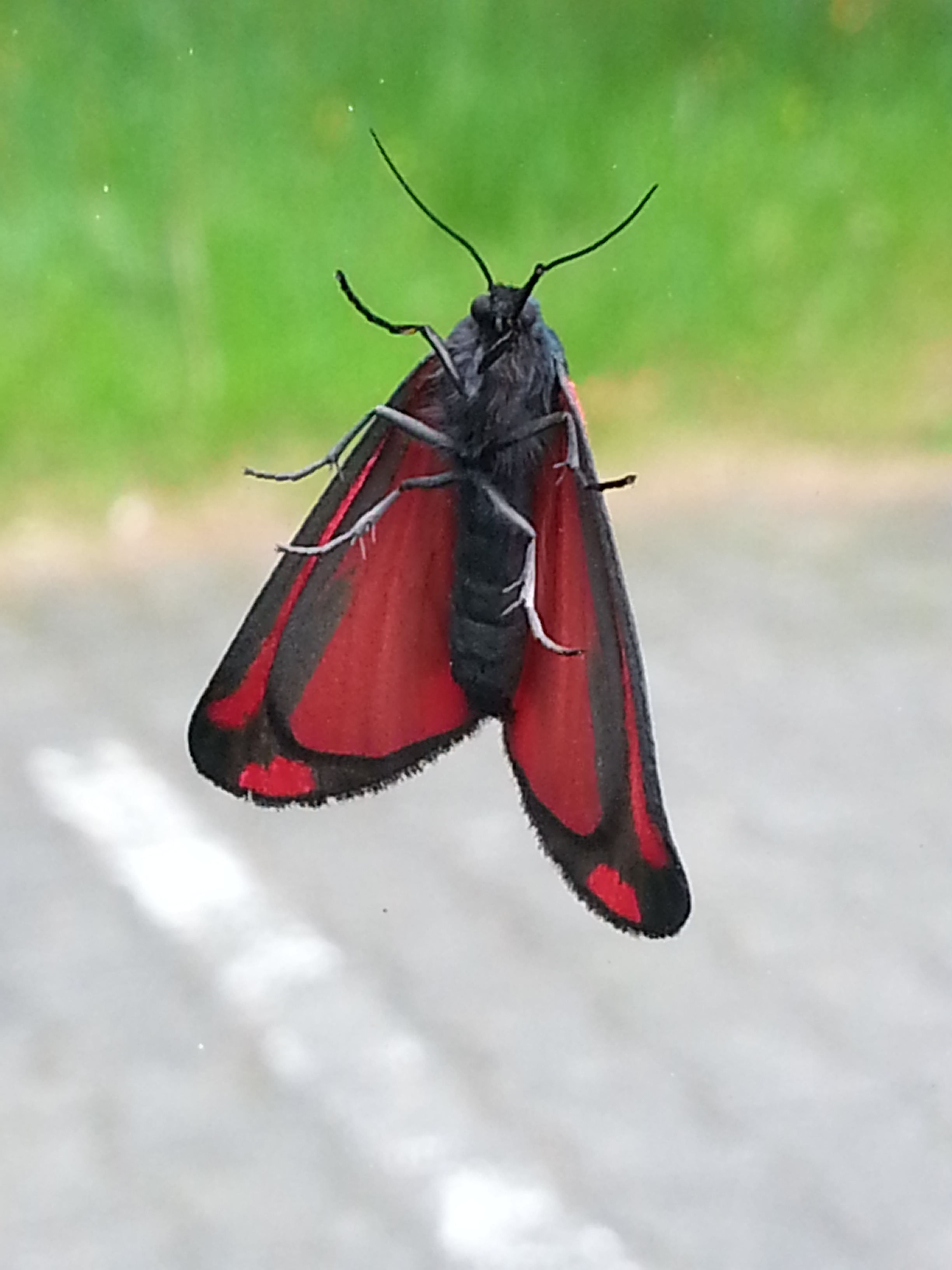
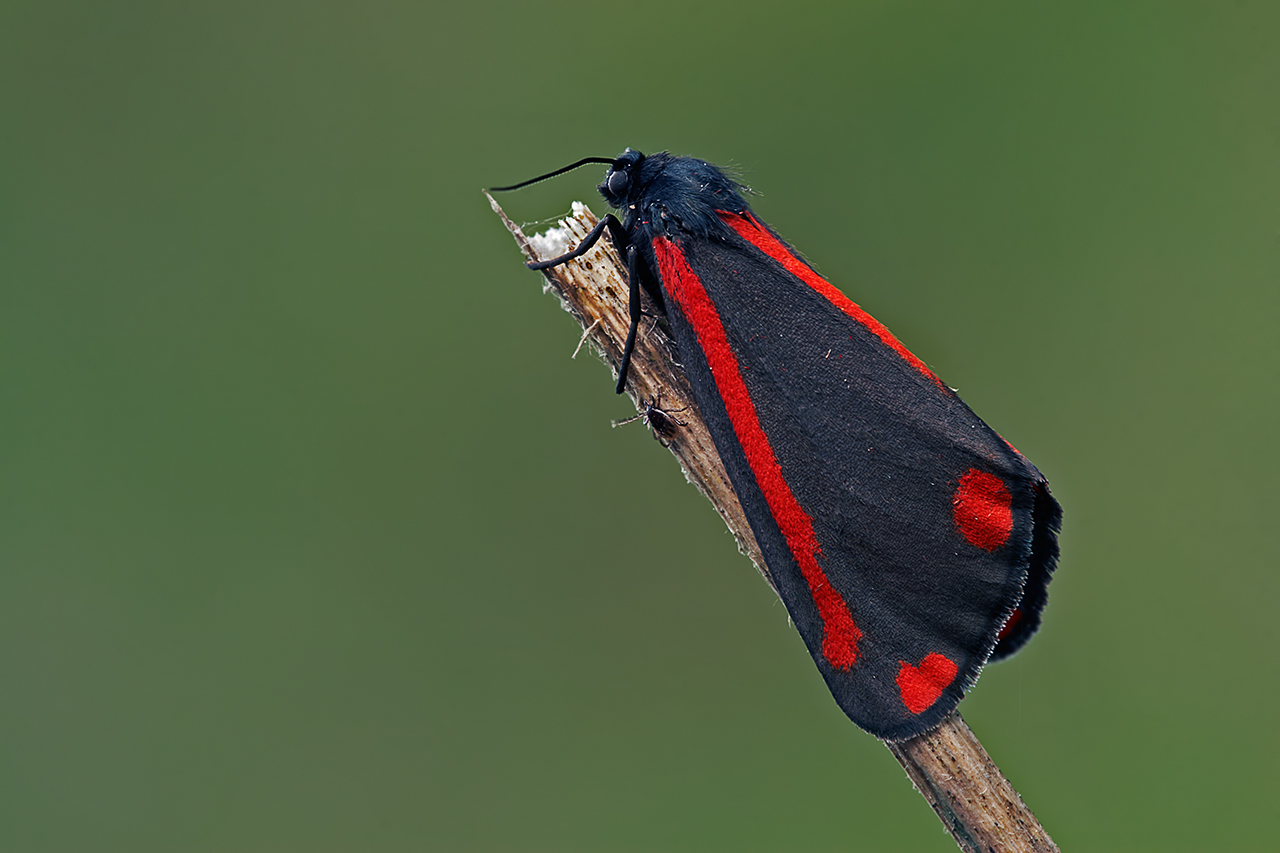